# Gek van geluk (film)
Gek van geluk is een Nederlandse film uit 2017 van Johan Nijenhuis met in de hoofdrollen Carly Wijs en Plien van Bennekom. De film heeft als internationale titel Lucky in Love. Nick & Simon maakten de titelsong "Gek van geluk" voor de film.

## Verhaal
Een liedjesschrijver (Van Bennekom) schrijft al jaren nummers voor haar vriendin en zangeres Valerie (Wijs). De teksten zijn echter wat minder geworden en het ontbreekt aan beleving en romantiek. Valerie verzint een plan en denkt dat de artistieke vaardigheden weer aan de gang komen als haar vaste liedjesschrijfster Lena weer verliefd wordt. Ze koppelt de nogal zelfingenomen Hugo (Van der Grijn) aan Lena en de twee raken op komische wijze erg op elkaar gesteld.

## Rollen
| Acteur               | Personage | opmerking                |
| -------------------- | --------- | ------------------------ |
| Plien van Bennekom   | Lena      | liedjesschrijfster       |
| Carly Wijs           | Valerie   | vriendin/zangeres        |
| Matteo van der Grijn | Hugo      | vriend/acteur            |
| Henry van Loon       | Tjeerd    | notaris                  |
| Beppie Melissen      | Fien      | moeder van Tjeerd        |
| Loes Haverkort       | Jeanette  | vriendin van Hugo        |
| Marie-Mae van Zuilen | Maud      | dochter van Lena         |
| Ilse Warringa        | Chantal   | verkoopster/bakkersvrouw |
| Waldemar Torenstra   | Paul      | acteur, vriend van Hugo  |

## Productie
Voor de productie ontving de film een financiële bijdrage van 473.000 euro van de Netherlands Film Production Incentive 2016. De werktitel was oorspronkelijk Gek van verlangen, maar dit werd later gewijzigd naar de huidige titel. Regisseur Johan Nijenhuis benaderde Plien van Bennekom voor de hoofdrol van Lena; het was haar eerste hoofdrol in een speelfilm. Nijenhuis koos naar eigen zeggen bewust voor een comédienne en week daarmee af van zijn eerdere castingkeuzes, die vaker (ex-)soapsterren betroffen. Daarna werden Carly Wijs en Matteo van der Grijn via audities gecast.
De opnames startten in juni 2017. In plaats van Amsterdam koos men voor Heerewaarden in Gelderland als voornaamste filmlocatie voor de woning van Lena. Er werd ook gefilmd in Leiden (o.a. bij de Leidse Schouwburg en de Broekdijkmolen) en op Landgoed Oud-Poelgeest. Nijenhuis gaf aan dat hij tijdens het draaien meer overliet aan de cast en crew dan bij voorgaande films. Nick & Simon verzorgden de titelsong "Gek van geluk", dat ze in één dag schreven.

## Uitgave
De film ging op 27 november 2017 in première in Theater Tuschinski te Amsterdam en draaide vanaf 7 december 2017 in 116 zalen. Al op 23 december 2017 bereikte de film de status van Gouden Film na 100.000 bezoekers, als vijftiende Nederlandse film dat jaar. De dvd werd op 28 maart 2018 uitgebracht.

## Ontvangst
Gek van geluk werd overwegend negatief ontvangen door critici, al waren er enkele positieve kanttekeningen. Meerdere recensenten bekritiseerden het voorspelbare en rommelige scenario, waaronder NRC, dat de film "weinig oorspronkelijk, om niet te zeggen nep" noemde en wees op het overmatig gebruik van clichés. Het AD deelde deze kritiek en oordeelde dat het "belachelijke uitgangspunt" leidde tot knullige scènes en mislukte humor, wat de film een "gehaaste, onaffe en goedkope indruk" gaf. De Volkskrant vond de personages "merkwaardig en vaak ronduit onaardig" en schreef dat de komedie werd overschaduwd door valse dramatiek. Ook Het Parool vond het verhaal zelden grappig en beschreef Plien van Bennekoms acteerprestatie als "ongemakkelijk laverend tussen ironisch en melodramatisch". Cinemagazine sloot zich aan bij die kritiek en gaf de film twee sterren, met als voornaamste bezwaren het gebrek aan chemie tussen de hoofdrolspelers en de cabareteske vertolking van Van Bennekom, wat volgens de recensent in de weg stond van echte emotie. Toch werden er ook positieve elementen genoemd: zo prees Trouw de productie en vond de film "amusant", met name dankzij de bijdragen van Carly Wijs en Matteo van der Grijn. Er werd ook waardering geuit voor de scènes met Beppie Melissen en Henry van Loon, en voor de luchtige ironie die Van der Grijn in zijn rol wist te brengen.